# Kaldrananeshreppur
Kaldrananeshreppur is een gemeente in het noordwesten van IJsland in de regio Vestfirðir. De gemeente telt 101 inwoners (in 2006) waarvan er 65 wonen in het plaatsje Drangsnes. De gemeente ligt aan de noordoever van het Steingrímsfjörður.
Bolungarvíkurkaupstaður · Ísafjarðarbær · Reykhólahreppur · Tálknafjarðarhreppur · Vesturbyggð · Súðavíkurhreppur · Árneshreppur · Kaldrananeshreppur · Bæjarhreppur · Strandabyggð